# Dolnja Paka
Dolnja Paka – wieś w Słowenii, w gminie Črnomelj. W 2018 roku liczyła 34 mieszkańców.